# Gy-les-Nonains
Gy-les-Nonains is een gemeente in het Franse departement Loiret (regio Centre-Val de Loire) en telt 607 inwoners (1999). De plaats maakt deel uit van het arrondissement Montargis.

## Geografie
De oppervlakte van Gy-les-Nonains bedraagt 20,2 km², de bevolkingsdichtheid is 30,0 inwoners per km².
De onderstaande kaart toont de ligging van Gy-les-Nonains met de belangrijkste infrastructuur en aangrenzende gemeenten.

## Demografie
Onderstaande figuur toont het verloop van het inwonertal (bron: INSEE-tellingen).

1. ↑  Populations de référence 2022.